# Правобережный район (Магнитогорск)
Правобережный район  — один из трёх внутригородских районов Магнитогорска. 

## География
Занимает запад правобережной части города. 
Расположен на правобережье реки Урал и расположенного на ней водохранилища (Заводский пруд). 
Это единственный район города, полностью находящийся в европейской части. 
Представляет собой, в основном, жилую застройку.

## История
Впервые Правобережный район наряду с Левобережным в городе был выделен в 1963 году после реорганизации Кировского и Сталинского районов В 1972 году из частей Левобережного и Правобережных районов был выделен третий район: Ленинский. В 1984 году часть Правобережного района, южнее улицы Завенягина была включена в Орджоникидзевский район.

## Население
| 1970     | 1979     | 1989     | 2002     | 2005     | 2006     | 2007     |
| -------- | -------- | -------- | -------- | -------- | -------- | -------- |
| 257 602  | ↘180 656 | ↘138 694 | ↘119 961 | ↘114 759 | ↘113 713 | ↘112 857 |
| 2008     | 2009     | 2010     | 2011     | 2012     | 2013     | 2014     |
| ↘112 392 | ↘111 325 | ↗112 536 | ↘112 453 | ↗112 739 | ↗113 971 | ↗114 863 |
| 2015     | 2016     | 2017     | 2018     | 2019     | 2020     | 2021     |
| ↗115 080 | ↗115 452 | ↗116 358 | ↗117 543 | ↗117 807 | ↗118 415 | ↘105 938 |
| 2023     |          |          |          |          |          |          |
| ↗106 439 |          |          |          |          |          |          |